# Sorbia laterialba
Sorbia laterialba là một loài bọ cánh cứng trong họ Cerambycidae.